# Castanopsis chinensis
Castanopsis chinensis är en bokväxtart som först beskrevs av Spreng., och fick sitt nu gällande namn av Henry Fletcher Hance. Castanopsis chinensis ingår i släktet Castanopsis och familjen bokväxter. Inga underarter finns listade.